# Плиско, Николай Гаврилович

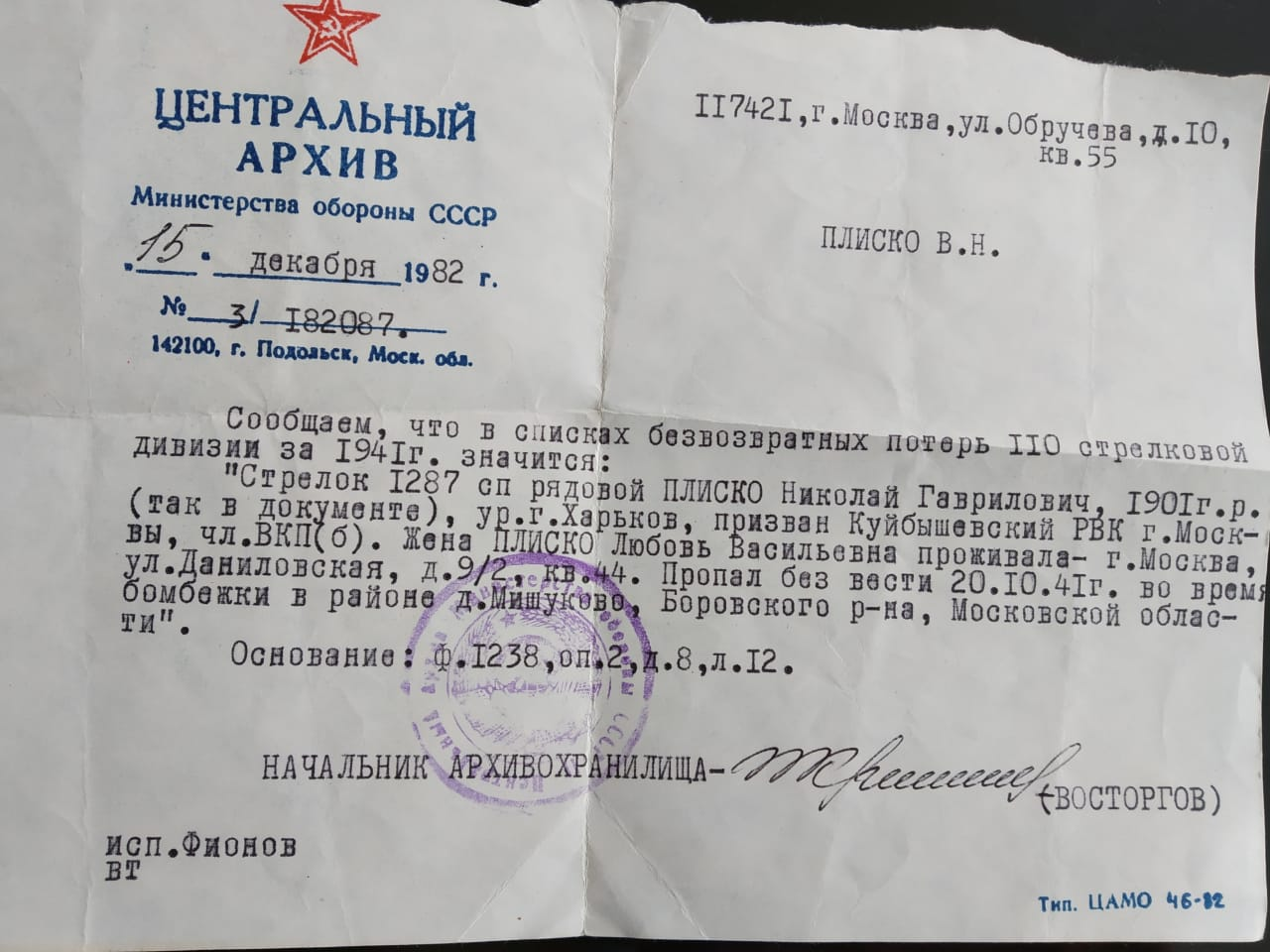
Ответ Центрального архива

Николай Гаврилович Плиско́ (1903—1941) — русский советский литературный критик, журналист.

## Биография
Николай Плиско родился 6 (19) декабря 1903 года в Харькове в семье рабочего-большевика. В 1924 году вступил в РКП(б). Печатался с 1926 года. В 1933 году окончил Институт красной профессуры. Жил в Москве, работал заместителем редактора «Литературной газеты».
Работы Николая Плиско посвящены проблемам современной литературы. Он писал о стихах поэтов Д. Бедного, М. Бажана, В. Лебедева-Кумача, Д. Семеновского, рабочих-поэтов «Правды», о произведениях писателей И. Эренбурга, В. Катаева, Вс. Иванова, Ю. Яновского, И. Шухова, Л. Соболева, А. Караваевой и других. Его статьи и рецензии публиковались в 1930-х годах в журналах и газетах. Множество произведений Плиско посвящены творчеству Владимира Маяковского.
После начала Великой Отечественной войны ушёл на фронт. Погиб 20 октября 1941 года в битве за Москву.

## Сочинения
- Плиско Н. Маяковский в гражданскую войну // Октябрь. — 1935. — № 2.
- Плиско Н. Эстетика дореволюционного Маяковского // Новый мир. — 1936. — № 5.
- Плиско Н. Пушкин и Маяковский // Литературная учеба. — 1937. — № 4.
- Плиско Н. Лермонтов и Маяковский // 30 дней. — 1938. — № 7.
- Плиско Н. Творчество Николая Асеева // Новый мир. — 1941. — № 4.
- Плиско Н. Маяковский и революционная поэзия 1905 года // Октябрь. — 1941. — № 5.